# Psalm II: Infusco Ignis
Psalm II: Infusco Ignis — дебютный и единственный студийный альбом шведской блэк-метал-группы Heresi, выпущенный 10 октября 2006 года на лейбле Total Holocaust Records. Обложку альбома нарисовал Wrest (Leviathan).

## Отзывы критиков
Альбом получил положительные отзывы от музыкальных критиков. Эдуардо Ривадавия из AllMusic отметил «виртуозное владение всеми инструментами», сравнил «Infusco ignis», «Liothe» и «Bevingad och försedd med horn» с ранним творчеством группы Emperor, а трек «Proaíresis» с музыкой таких коллективов, как Hellhammer, Vulcano и Bathory. Рецензент Metal Injection пишет: «Это особенный релиз, без которого не должен остаться ни один поклонник блэк-метала».

## Список композиций
| №                   | Название                        | Длительность |
| ------------------- | ------------------------------- | ------------ |
| 1.                  | «Liothe»                        | 6:11         |
| 2.                  | «Bevingad och försedd med horn» | 6:38         |
| 3.                  | «Dionysesinitiationen»          | 5:45         |
| 4.                  | «Proaíresis»                    | 3:42         |
| 5.                  | «Infusco ignis»                 | 5:58         |
| Общая длительность: | Общая длительность:             | 28:24        |

## Участники записи
- Skamfer — все инструменты, вокал

### Технический персонал
- Wrest — обложка
- Tore Stjerna — продюсирование